# Comitatul Middlesex, New Jersey
Middlesex County este unul din comitatele statului american New Jersey.

## Geografie

### Comitate limitrofe
- Comitatul Union, New Jersey - la nord
- Comitatul Monmouth, New Jersey - la sud-est
- Comitatul Mercer, New Jersey - la sud-vest
- Comitatul Somerset, New Jersey - la nord-vest
- Richmond, New York - la nord-est

## Educație academică
- Middlesex County College (Edison)
- Rutgers-New Brunswick (New Brunswick, Piscataway)
- University of Medicine and Dentistry of New Jersey (New Brunswick)
- Princeton University - Forrestal Campus (Plainsboro)
- Devry University (North Brunswick)

## Companii cu un număr semnificativ de angajați
Companii ne-guvernamentale din Middlesex County (aranjate în ordine descrescătoare a numărului de angajați) includ următoarele 
- 9.010 - 9.200 – Rutgers, The State University
- 3.500 - 3.749 – Bristol-Myers Squibb
- 3.000 - 3.249 – Merrill Lynch & Company
- 2.750 - 2.999 – Johnson & Johnson, Prudential Insurance Company, Robert Wood Johnson University Hospital, Silverline Building Products, St. Peter's University Hospital, Telcordia Technologies
- 2.500 - 2.749 – JFK Medical Center, Raritan Bay Medical Center
- 2.000 - 2.249 – Pathmark
- 1.750 - 1.999 – Home Depot, United Parcel Service
- 1.500 - 1.749 – Amerada Hess Corporation, Dow Jones & Company, Siemens AG
- 1.250 - 1.499 – AT&T, Engelhard Corporation
- 1.000 - 1.249 – Aetna, Fujitsu

## Municipalități

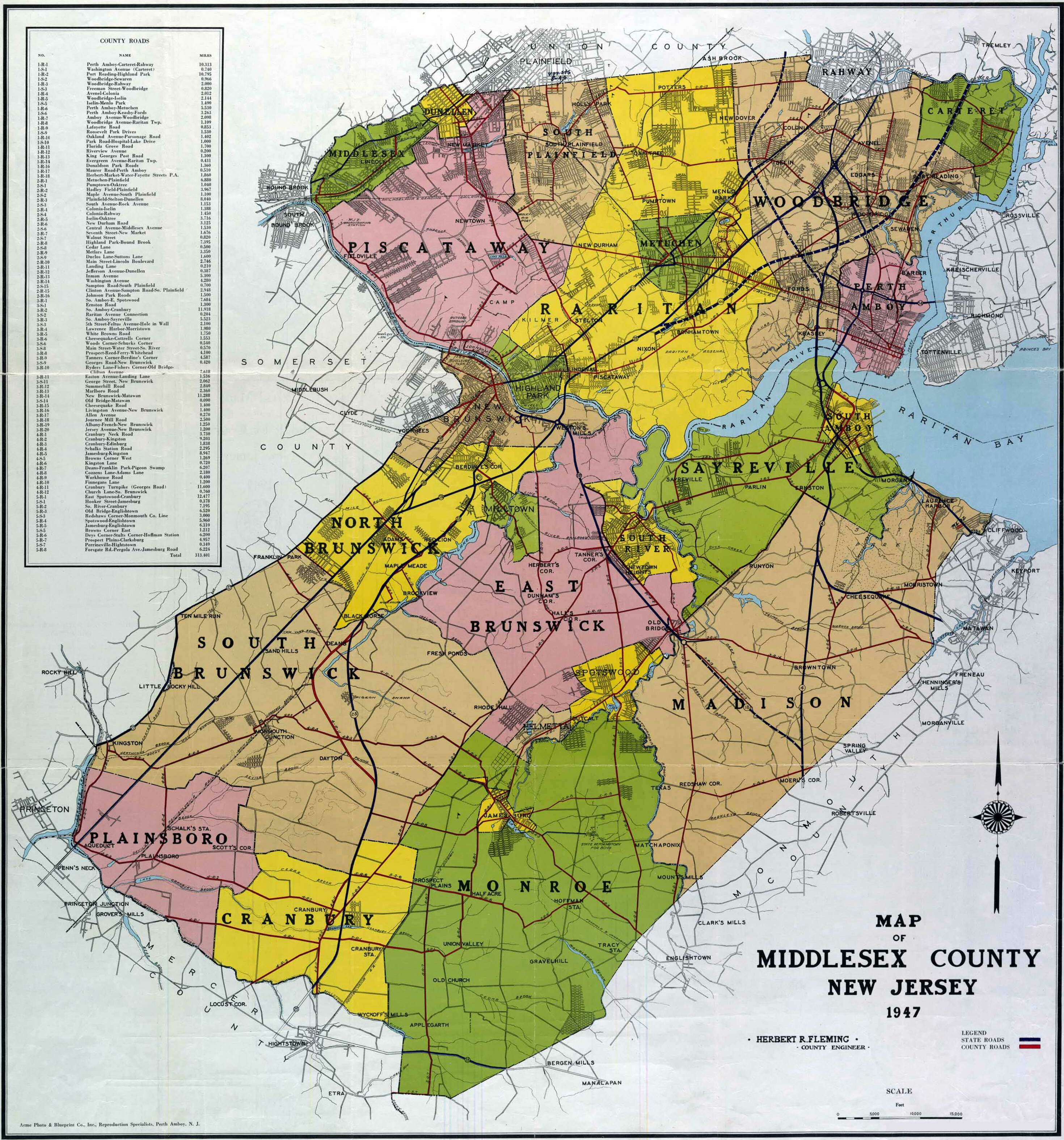
1947 road map

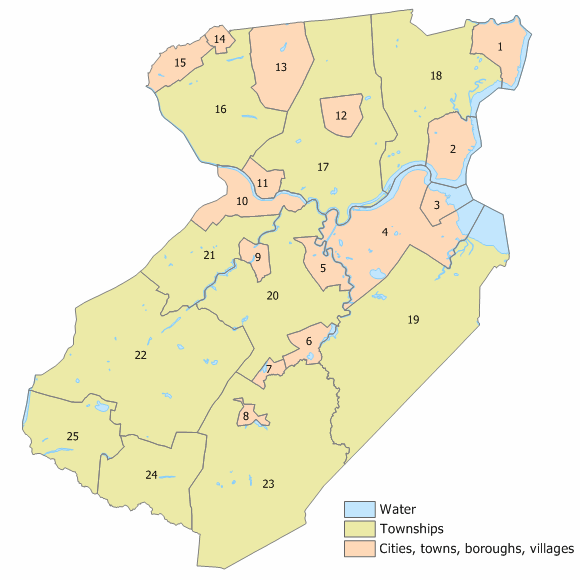

- Carteret
- Cranbury Township
  - Cranbury CDP
- Dunellen
- East Brunswick Township
  - East Brunswick
- Edison
- Helmetta
- Highland Park
- Jamesburg
- Metuchen
- Middlesex
- Milltown
- Monroe Township
  - Clearbrook Park
  - Concordia
  - Rossmoor
  - Whittingham
- New Brunswick
- North Brunswick Township
- Old Bridge Township
  - Brownville
  - Laurence Harbor
  - Madison Park
  - Old Bridge CDP
- Perth Amboy
- Piscataway Township
  - Society Hill
- Plainsboro Township
  - Plainsboro Center
  - Princeton Meadows
- Sayreville
- South Amboy
  - Mechanicsville
- South Brunswick Township
  - Dayton
  - Deans non-CDP
  - Heathcote
  - Kendall Park
  - Kingston
  - Monmouth Junction
- South Plainfield
- South River
- Spotswood
- Woodbridge Township
  - Avenel
  - Colonia
  - Fords
  - Hopelawn non-CDP
  - Iselin
  - Keasbey non-CDP
  - Menlo Park Terrace non-CDP
  - Port Reading
  - Sewaren
  - Woodbridge

## Demografie
|  | Graficele sunt indisponibile din cauza unor probleme tehnice. Mai multe informații se găsesc la Phabricator și la wiki-ul MediaWiki. |

Date: Wikidata - grafică realizată de Wikipedia